# 小奥德尔·贝克汉姆
小奥德尔·科内利厄斯·贝克汉姆（英語：Odell Cornelious Beckham, Jr.，1992年11月5日—），暱稱OBJ，美式足球外接手，效力于全国橄榄球联盟邁阿密海豚。他原先在路易斯安那州立大学打球，2014年选秀中以第一轮第十二顺位被纽约巨人选中。

## 早期生活
贝克汉姆于1992年11月5日出生于路易斯安那州巴吞鲁日。他在路易斯安那州新奥尔良的伊西多尔纽曼学校上学，在那里他是足球、篮球和田径项目的优秀运动员。在橄榄球方面，他为绿队橄榄球队担任外接手、四分卫、跑卫和角卫。大三时，他接球 45 次，传球距离 743 码，达阵 10 次，同时还在场上贡献三次得分。作为一名高四学生，他完成了 50 次接球，接球码数为 1,010 码，19 次达阵，与库珀·曼宁一起成为学校历史上仅有的两位在一个赛季中接球码数达到 1,000 码的球员。此外，他还冲刺 331 码并获得六次达阵，传球 90 码并获得一次得分，并且平均每次回球 30.0 码。
在篮球方面，贝克汉姆四年来一直获得荣誉，并在大学三年级和四年级时被选为全区最佳球员。作为一名出色的田径运动员，贝克汉姆在纽曼高中就读时追随母亲的脚步，在短跑和跳跃项目中表现出色。他在2010年纽曼邀请赛的跳远比赛中获得银牌，并以6.83米的职业生涯最好成绩夺得银牌。
贝克汉姆从小也踢足球，他将英国球员大卫·贝克汉姆视为自己儿时的偶像，尽管后者的姓氏与双方不一致。足球俱乐部的教练为贝克汉姆提供了参加国家青年队的机会，但考虑到自己在国内其他运动方面的天赋，他不想在海外花费所需的时间。

## 大学

### 大一
2011 年，贝克汉姆作为路易斯安那州立大学的一名新生，在 14 场比赛中首发 9 场。2011 年 9 月 3 日，他首次代表路易斯安那州立大学出场，对手是俄勒冈大学。在对阵俄勒冈队的比赛中，他两次接球，共 10 码，最终以 40-27 的比分获胜。9 月 24 日，在对阵西弗吉尼亚大学的比赛中，贝克汉姆在 47-21 的胜利中，从贾勒特·李手中接过球，完成了自己大学生涯的第一个达阵，达阵距离为 52 码。在东南联盟冠军赛对阵佐治亚大学的比赛中，贝克汉姆没有接球，但在 42-10 的胜利中却有两次回攻。
路易斯安那州立大学以 13-0 的战绩结束了本赛季，并进入了全国冠军赛，对阵阿拉巴马大学。本场比赛，贝克汉姆共完成5次接球，接球码数为38码，但路易斯安那州立大学最终被零封，以0-21落败。

### 大二
2012 年，作为大二学生，贝克汉姆为路易斯安那州立大学首发 13 场比赛中的 12 场。在本赛季揭幕战对阵北德克萨斯大学的比赛中，贝克汉姆在大学生涯中第一次完成了 70 码的回攻达阵，最终球队以 41-14 取得了胜利。9 月 29 日，他在对阵陶森大学的比赛中进行了自己大学职业生涯的第一场比赛，接球码数超过 100 码。在以 38-22 战胜陶森的比赛中，他有 5 次接球，共 128 码，两次达阵。11 月 17 日，对阵密西西比大学密西西比大学时，贝克汉姆仅接球两次，接球码数为 13 码，但他在第四节的一次 89 码回攻达阵帮助球队在比赛后期扳平比分。路易斯安那州立大学以41-35赢得了比赛。在常规赛最后一场对阵阿肯色大学的比赛中，贝克汉姆在 20-13 的胜利中完成了 4 次接球，共获得 112 码接球码数。路易斯安那州立大学最终以 10-2 的战绩参加了与克莱姆森大学的碗赛。贝克汉姆有 3 次接球，接球码数为 40 码，但由于克莱姆森队的致胜射门，路易斯安那队最终以 25 比 24 惜败。

### 大三
8 月 31 日，贝克汉姆在 37-27 战胜德克萨斯基督教大学的比赛中完成 5 次接球，接球码数为 118 码。9 月 7 日，对阵阿拉巴马大学伯明翰分校的比赛中，贝克汉姆在 56-17 的胜利中完成 5 次接球，共 136 码，3 次达阵。在同一场比赛中，他将一次失败的射门带回了 109 码，达阵得分。10 月 5 日，对阵密西西比州立大学，贝克汉姆在 59-26 的胜利中完成 179 码接球，两次达阵。10 月 26 日对阵弗曼大学的比赛中，贝克汉姆在 48-16 的胜利中完成 6 次接球，共 204 码，两次达阵。
赛季结束后，贝克汉姆宣布放弃大学四年级的学业，参加2014年国家橄榄球联盟选秀。

## 大联盟生涯

### 纽约巨人队
纽约巨人队在 2014 年选秀中第一轮第十二顺位选中了贝克汉姆。他是继萨米·沃特金斯和迈克·埃文斯之后选秀中被选中的第三位外接手。2014 年 5 月 19 日，贝克汉姆与巨人队签订了一份为期四年、价值 1040 万美元的合同，其中包括 588 万美元的签约奖金。

#### 2014
由于腿筋受伤，贝克汉姆缺席了大部分训练营、整个季前赛以及前四场常规赛。2014 年 10 月 5 日，贝克汉姆在对阵亚特兰大猎鹰队的比赛中首次亮相大联盟，在 30-20 的胜利中完成了四次接球，接球码数为 44 码，并达阵一次。在周一晚间对阵印第安纳波利斯小马队的比赛中，贝克汉姆完成了 8 次接球，接球码数为 156 码，但巨人队最终以 40 比 24 落败。在第十周对阵西雅图海鹰队的比赛中，贝克汉姆七次接球完成 108 码接球，但巨人队以 38 比 17 落败。
11月23日，在周日晚间对阵达拉斯牛仔队的比赛中，贝克汉姆单手接球达阵，此举遭到了媒体的嘲笑，其他名人的反应也褒贬不一。尽管他付出了巨大的努力，巨人队仍然以 28 比 31 输掉了比赛。贝克汉姆 11 月份共完成 38 次接球，接球码数 593 码，并有两次达阵得分。他在 11 月的全部五场比赛中都至少接球 90 码，创下了新秀月度纪录。在第 14 周，贝克汉姆将他连续 90 码接球码数的纪录延续到 6 场，在 36-7 战胜田纳西泰坦队的比赛中，他共完成 11 次接球，接球码数为 131 码，并达阵一次。12 月 14 日，贝克汉姆有 12 次接球，接球码数为 143 码，并有 3 次达阵。这是他在本赛季第五次单场比赛中接球码数超过 100 码。12 月 21 日，贝克汉姆对阵圣路易斯公羊队，完成 8 次接球，接球码数 148 码，达阵两次。
在本赛季最后一场对阵费城老鹰队的比赛中，贝克汉姆完成了 185 码的接球码数。尽管贝克汉姆因为腿筋受伤缺席了之前四场比赛，只打了 12 场比赛，但他还是在本赛季完成了 91 次接球，接球码数为 1,305 码，12 次达阵。由于他的努力，他被选入参加职业碗。

#### 2015
在本赛季揭幕战对阵亚特兰大猎鹰队的比赛中，贝克汉姆完成了 7 次接球，共 146 码，1 次达阵，但巨人队最终以 24 比 20 落败。10 月 11 日，对阵旧金山 49 人队，贝克汉姆 7 次接球，推进 121 码，达阵一次，帮助巨人队以 30-27 获胜。在第八周对阵新奥尔良圣徒队的比赛中，贝克汉姆完成 8 次接球，推进 130 码，达阵 3 次，最终巨人队以 52-49 的比分赢得了比赛。在对阵卫冕超级碗冠军新英格兰爱国者队的比赛中，贝克汉姆最终获得104码接球码数，其中包括87码的达阵，而巨人队则以27-26落败。
第十五周对阵卡罗莱纳黑豹队的比赛因贝克汉姆和黑豹队角卫乔什·诺曼多次发生冲突而被破坏。贝克汉姆被判四次犯规，其中三次是个人犯规。尽管贝克汉姆在上半场没有接球，但他在比赛结束时还是获得了 76 码的接球码数，其中包括一次扳平比分的达阵，帮助巨人队克服了 20 分的差距。但巨人队还是以38比35输掉了比赛。几天后，由于贝克汉姆多次违反与安全相关的比赛规则，联盟对他进行了一场停赛，停薪留职处罚。贝克汉姆试图上诉但被驳回。在 15 场比赛中，贝克汉姆以 1,450 码接球码数和 13 次达阵结束了这一赛季。他连续第二年入选职业碗。

#### 2016
贝克汉姆的2016赛季开局并不顺利，他多次被罚款。9月17日，贝克汉姆因在首周对阵牛仔队的比赛中举行庆祝舞蹈而被罚款12,154美元。接下来的一周对阵新奥尔良圣徒队时，贝克汉姆对安全卫肯尼·瓦卡罗进行了盲侧阻挡，并因此被联盟罚款 36,000 美元。在第三周对阵华盛顿红皮队的时候，贝克汉姆再次遇到了角卫乔什·诺曼，不过这一次双方都发挥正常。贝克汉姆以121码结束比赛，但巨人队以27-29落败。在第六周对阵巴尔的摩乌鸦队的比赛中，贝克汉姆完成 222 码接球并获得两次达阵，帮助巨人队以 27-23 获胜。在第 16 周对阵费城老鹰队的比赛中，贝克汉姆完成 150 码接球，但巨人队以 19-24 落败。
2016 年，贝克汉姆职业生涯首次参加了全部 16 场比赛，最终完成 101 次接球，接球码数 1,367 码，10 次达阵。巨人队以 11 胜 5 负的战绩结束了本赛季，并获得外卡席位。在外卡轮对阵绿湾包装工队的比赛中，贝克汉姆仅有 4 次接球和 28 码接球码数，巨人队以 13-38 落败。赛后，据透露，贝克汉姆因对自己的不佳表现感到沮丧，在墙上打了一个洞。巨人队同意赔偿损失，并在十天后完成了修复。

## 外部連結
- Odell Beckham Jr. Official Website
- Odell Beckham Jr.的X（前Twitter）
- New York Giants bio
- LSU Tigers bio